# Agnosticisme
Agnosticisme er en filosofisk lære, som hævder, at det er umuligt at opnå sikker viden om virkelighedens inderste væsen, herunder især spørgsmålet om Guds eksistens. Agnosticisme kommer af det græske agnostos (ukendt), a (uden) og gnosis (kundskab), det vil sige, at agnosticismen alene beskæftiger sig med kundskab (viden) uden ukendte parametre.
Begrebet blev dannet af professor Thomas Henry Huxley (1825-1895) i Cambridge i 1860'erne. Ordet betegner for Huxley det princip, at der ikke kan opnås sikker objektiv viden om ting, der ikke allerede er demonstreret eller lader sig demonstrere. Eftersom menneskelig viden er begrænset til den fysiske verden, mener Huxley, at det er umuligt for mennesket at opnå sikker viden om det overnaturlige eller metafysiske.